# Siedlec (Powiat Wolsztyński)
Siedlec (deutsch Siedlec, 1939–1943 Kirchdorf, 1943–1945 Scheltz) ist ein Dorf und Sitz einer Gemeinde in Polen im Powiat Wolsztyński der Woiwodschaft Großpolen. 

## Geschichte
Die Ortschaft haben 1257 die Zisterzienser aus Obra gegründet.

## Gemeinde
Zur Landgemeinde Siedlec gehören 25 Dörfer (deutsche Namen bis 1945) mit einem Schulzenamt:
| - Belęcin (Belencin, 1939–1943 Kleewiese, 1943–1945 Belsin) - Boruja (Borui, 1939–1945 Mühlengraben) - Chobienice (Köbnitz) - Godziszewo (Godziszewo, 1939–1945 Birkenfelde) - Grójec Mały (Klein Groitzig, 1939–1945 Klein Seefelde) - Grójec Wielki (Groß Groitzig, 1939–1945 Groß Seefelde) - Jaromierz (Jaromierz, 1939–1945 Paulswiese) - Jażyniec (um 1944 Niedermoor) - Karna (Karna, 1939–1945 Lichtenhain) - Kiełkowo (Kielkowo) - Kiełpiny (Kielpiny, 1939–1943 Kielpin, 1943–1945 Kölpin) - Kopanica (Kopnitz, 1939–1945 Mittelmühlen, 1943–1945 Kopnitz) - Mała Wieś (Kleindorf) | - Mariankowo (um 1944 Marienhain) - Nieborza (Flachwiesen, 1943–1945 Nieben) - Nowa Tuchorza (Neu Tuchorze-Hauland, um 1940 Lindenheim) - Reklin (Reklin, um 1940 Oberhausen) - Siedlec (Siedlec, 1939–1943 Kirchdorf, 1943–1945 Scheltz) - Stara Tuchorza - Tuchorza (Tuchorze, 1939–1945 Teichrode) - Wąchabno (Wonchabno, 1939–1945 Hirschweiler) - Wielka Wieś - Wojciechowo (Woyciechowo, 1939–1945 Grünland) - Zakrzewo (Ellenau) - Żodyń (bis 1808 Soldin, Deutsch Zodien, 1939–1943 Abitzau, 1943–1945 Deutschsodin) |

Eine weitere Ortschaft der Gemeinde ist Reklinek (Niederhausen).